# 普萨美提克二世
普萨美提克二世（Psammetichos II）是古埃及第二十六王朝法老（公元前594年－公元前588年在位）。尼科二世之子。
普萨美提克二世继续执行其父、祖的亲希腊政策，与各希腊城邦发展良好关系，以抗衡新巴比伦王国带来的军事压力。